# ゆりが丘 (名取市)
ゆりが丘（ゆりがおか）は、宮城県名取市にある団地名であり、かつ名取市の町丁である。団地愛称は「イトーピア名取」。

## 概要
伊藤忠都市開発が事業主体となり、1989年に分譲が開始された。計画戸数1,710戸。水道は名取市で行っているが、ガスの供給は仙台市ガス局が行っている。また、CAT-Vが地上アナログ放送・地上デジタル放送などの配信を行っている。そのため、隣接するみどり台・那智が丘に見られるUHFアンテナ等の設置が見られない。緑が多く、自然に囲まれた住宅街である。隣接するみどり台には、この地区の中学生が通う名取市立みどり台中学校がある。現在は、かなりの分譲地が埋まっている。新たに分譲地を造成したりすることもあるがすぐに売れて空きの余裕はない。

### 地区構成
- ゆりが丘一丁目

戸建住宅地、仙台ゆりが丘教会とその関連施設、飲食店
- ゆりが丘二丁目

戸建住宅地、公民館、保育所、歯科
- ゆりが丘三丁目

戸建住宅地、小学校、理容室、美容室、飲食店
- ゆりが丘四丁目

戸建住宅地、尚絅学院大学・附属幼稚園、郵便局、ドラッグストア、児童センター
- ゆりが丘五丁目

戸建住宅地、テニスコート、海の見える丘公園

## 交通

### 自動車
- 仙台都心部まで、自動車でおよそ30分
- 長町地区まで、自動車でおよそ25分
- 南仙台駅まで、自動車でおよそ15分
- 名取市街まで、自動車でおよそ30分
- 仙台空港まで、自動車でおよそ45〜50分

### バス
宮城交通バス
尚絅学院大線
なとりん号
相互台線

### 高速・有料道路
東北道・仙台南ICまでおよそ15分
南部道路・山田ICまでおよそ15分